# Forcanada
La Forcanada, ou Fourcanade, encore appelée Mall dels Pois en catalan, Malh dels Pois en aranais, est un sommet des Pyrénées centrales, au Nord-Est du massif de la Maladeta. Il est entièrement situé en Espagne, entre le Val d'Aran et l'Aragon.

## Toponymie
Son nom, de forca, « fourche », vient de sa forme caractéristique avec la double pointe de son sommet (2 883 m). Le nom mall, malh, mail, selon les graphies catalane, aranaise ou aragonaise, ou une graphie francisée, désigne dans les Pyrénées centrales un sommet rocheux. Puy ou puig étant également un sommet, il peut y avoir une appellation pléonastique, ou une autre origine est possible mais pas attestée.

## Géographie

### Voies d’accès
Depuis Benasque, ou depuis Luchon en France par le port de Vénasque, la vallée de l'Esera, le forau de Aigualluts, et montée jusqu'au col Alfred.
Depuis la sortie Sud du tunnel de Vielha, vallée du rio Nere.

## Histoire
La Forcanada est liée à la brève aventure d'Alfred Tonnellé (1831-1858), venu passer des vacances avec ses amis, Alfred Mame et sa famille, de Tours, et qui se prend de passion pour les ascensions. Après une ascension de l'Aneto en 1858 (la 34e officielle), il remarque ce sommet à double pointe, encore invaincu. Quelques jours plus tard, les 31 juillet et 1er août, avec les guides de Luchon Lafont, Ribis et Redonnet « Nate », il en réussit la première, depuis la vallée de l'Esera et le forau de Aigualluts. Son prénom a été donné au col par lequel il est passé : le col Alfred, à 2 839 m d'altitude.
La première ascension par un Espagnol est celle de Julio Soler Santaló, du Centro Excursionista de Catalunya, en août 1903.